# هیپولیت آرنوکس
هیپولیت آرنوکس (فعال حدود ۱۸۶۰ - حدود ۱۸۹۰) یک عکاس و ناشر فرانسوی بود. وی یکی از اولین عکاسانی بود که تصاویری از مصر تولید کرد و پروژه کانال سوئز را با عکس‌های گسترده منتشر کرد.

## زندگی و حرفه
دربارهٔ این عکاس اطلاعات کمی در دست است، غیر از این که وی از حدود سال ۱۸۶۹ تا حداقل ۱۸۹۰ در دره نیل فعالیت داشت. مکان و تاریخ تولد وی مشخص نیست اما شناخته شده‌است که وی فرانسوی بوده‌است. به همین ترتیب، محل و تاریخ فوت وی و همچنین محل آرامش نهایی وی مشخص نیست.
در دهه ۱۸۵۰، سفر گردشگران به مصر تقاضای زیادی برای عکس به عنوان سوغاتی ایجاد کرد. گروه کوچکی از عکاسان اولیه، اکثراً فرانسوی الاصل، برای استفاده از این تقاضا راهی قاهره و دره نیل شدند. برادران هنری و امیل بچارد؛ برادران انگلیسی-ایتالیایی آنتونیو بئاتو (حدود ۱۸۳۲–۱۹۰۶) و فیلچ بیتو و برادران زنگاکی یونانی. اگرچه مشخص نیست که آرنوکس چه زمانی به مصر سفر کرده‌است، اما به نظر می‌رسد که وی در مصر تقریباً هم‌زمان با این گروه از عکاسان پیشگام بوده‌است. برخی شواهد به همکاری میان آرنو و برادران زنگاکی اشاره دارد، اما ماهیت دقیق هرگونه رابطه مشخص نیست.
معروف است که آرنو در دهه ۱۸۶۰ استودیویی را در پلاس دو کنسول در پورت سعید تأسیس کرد و بعداً یک استودیوی متفاوت در پلاس فردیناند نیز در پورت سعید داشته‌است. او ممکن است عکاس رسمی بوده باشد که توسط شرکت جهانی کانال سوئز برای مستند کردن کار روی کانال منصوب شده باشد. در این مقام، ممکن است آرنو برادران زنگاکی را برای کمک به او استخدام کرده باشد. بعداً، آرنو با عکاس انگلیسی-ایتالیایی، آنتونیو بئاتو همکاری داشت.
در سال ۱۸۷۴، آرنو یک دعوی حقوقی را علیه برادران زنگاکی و شخص دیگری با نام اسپیریدیون آنتی پپا ارائه کرد. او آنها را به غصب مالکیت معنوی خود متهم کرد. آرنو موفق شد و در ۲۹ ژوئن ۱۸۷۶، دادگاه اسماعیلیه، آنها را «به جرم غصب مالکیت هنری و صنعتی و رقابت ناعادلانه» مقصر شناخت.

## آثار
در طول دهه ۱۸۶۰، وی حفاری کانال سوئز را مستند کرد و عکس‌های حاصل را در آلبومی با عنوان کانال دو سوئز منتشر کرد. در همان زمان، او ممکن است گاهی اوقات با استودیوی عکاسی پورت سعید و همچنین برادران زنگاکی در پروژه مستندسازی کانال سوئز کار کرده باشد. او همچنین پرتره‌های بسیاری از مردم مصر گرفت که احتمالاً در استودیوی خودش ساخته شده‌است.

## نگارخانه

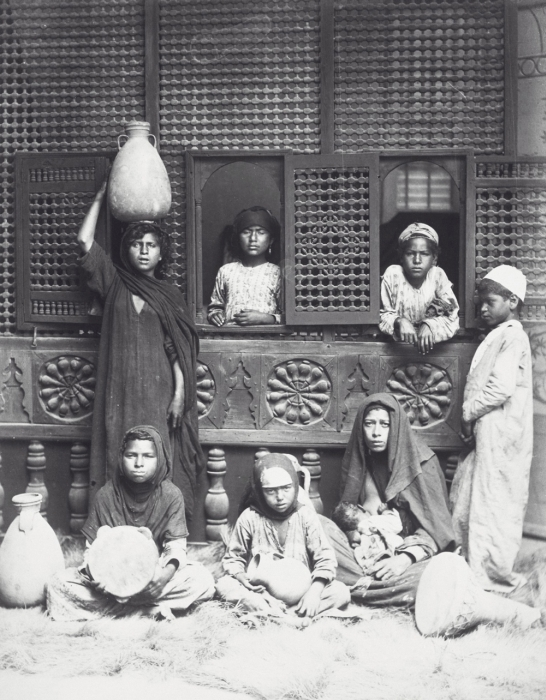
زنان و کودکان مصری ، حدود ۱۸۹۰
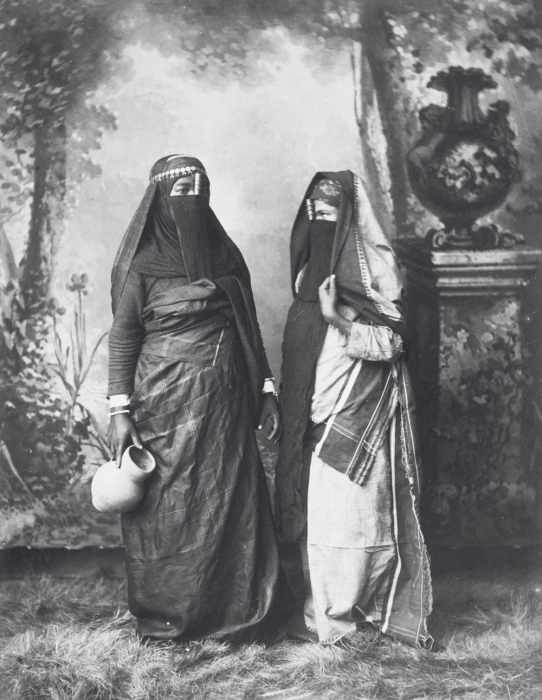
دو زن مصری ، پرتره استودیویی ، ۱۸۶۵-۱۸۹۰
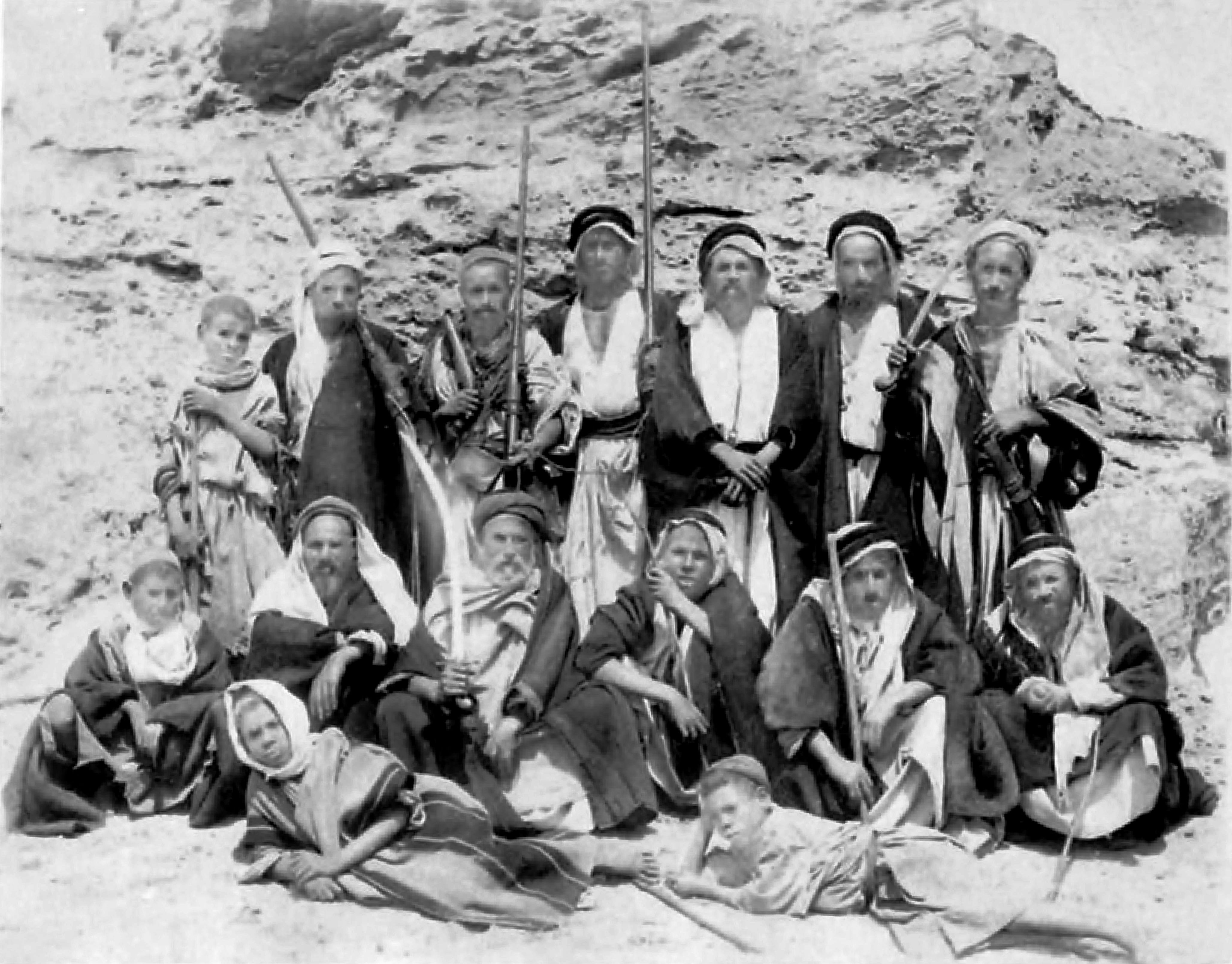
نمایندگان بادیه‌نشین فلسطین، ۱۸۹۳
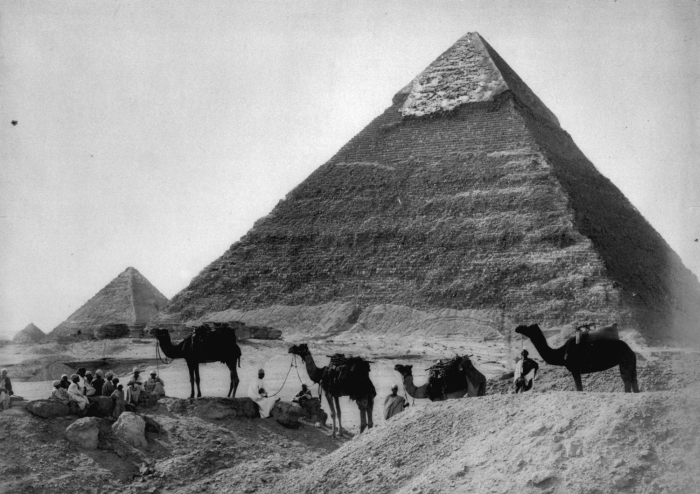
اهرام جیزه، ۱۸۷۰-۱۹۰۰
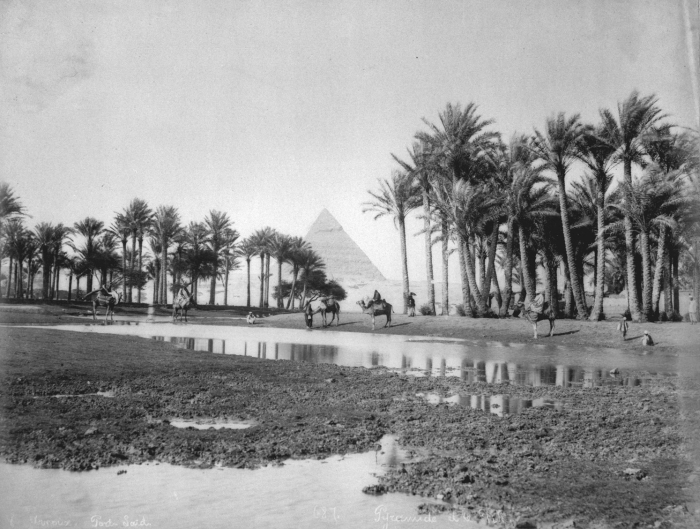
نزدیک اهرام جیزه ، ۱۸۷۰-۱۹۰۰

### تصاویر منتخب پروژه کانال سوئز

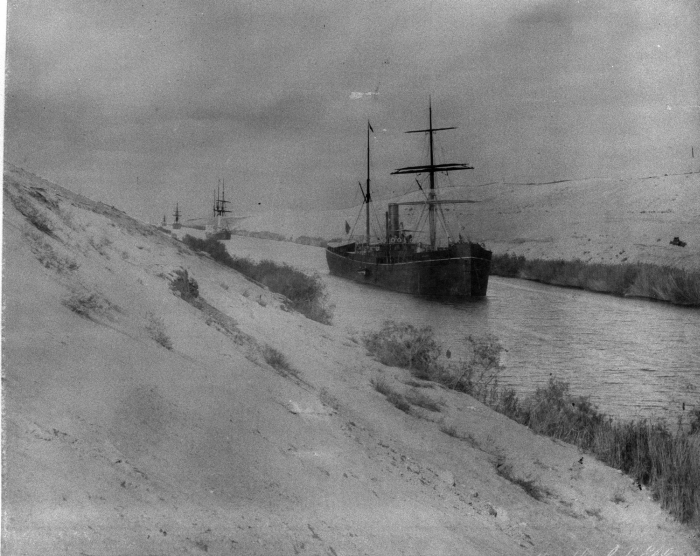
کشتی دوروارت در کانال سوئز، ۱۸۸۰
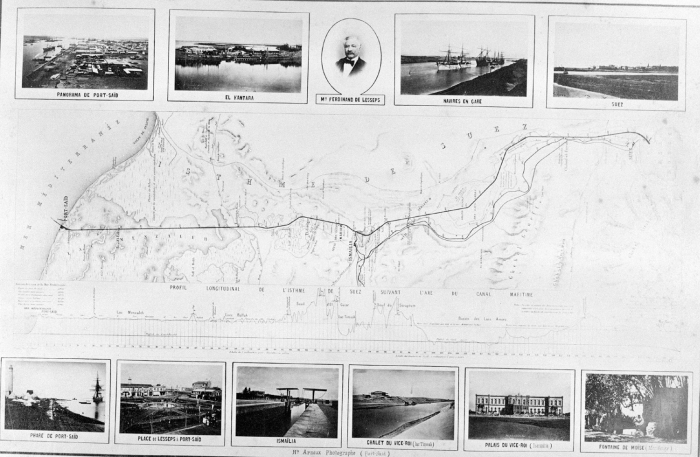
مونتاژ تصاویر آثار سوئز، ۱۸۷۰
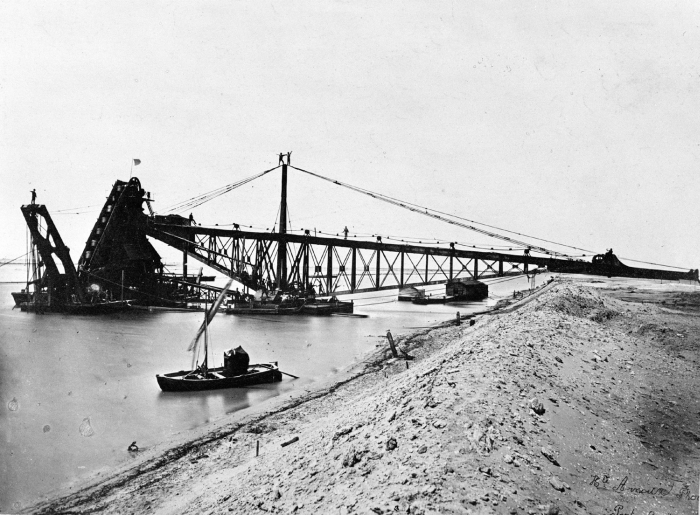
آسیاب لایروبی در محل کار، ۱۸۷۰
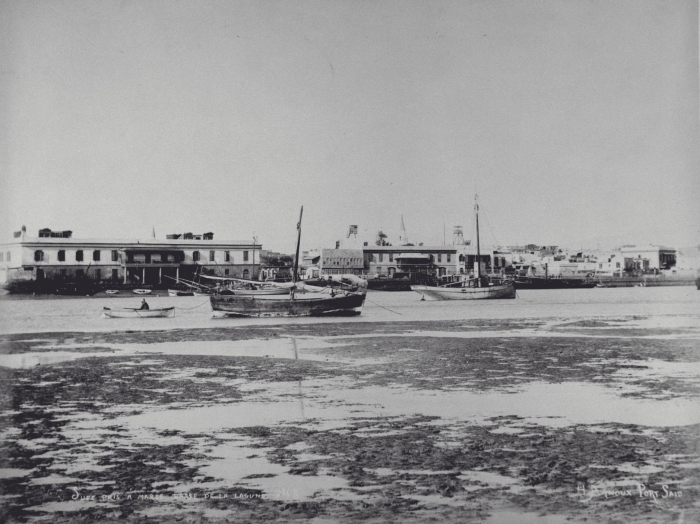
نمایی از سوئز، ۱۸۶۵-۱۸۹۰
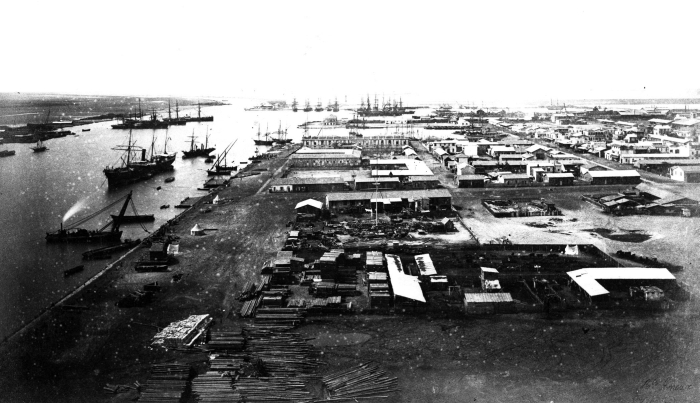
نمایی از بندر سعید، در دهانه کانال سوئز
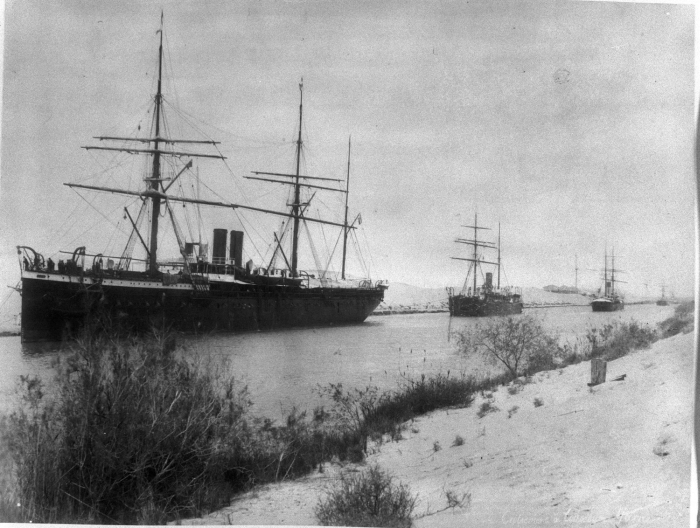
کشتی‌های باری از کانال سوئز، ۱۸۸۰